# Bäst före (film)
Bäst före är en svensk dramakomedifilm från 2013 i regi av Mats Arehn. I rollerna ses bland andra Lars "Brasse" Brännström, Kjell Bergqvist och Göran Ragnerstam.

## Handling
Bosse, Lennart och Anders vinner en mindre summa pengar på travet och beslutar sig för åka på en Åbo-kryssning. Gammal vänskap sätts dock på prov när Bosses gamla ungdomskärlek, Anna, dyker upp på båten.

## Om filmen
Inspelningen ägde rum mellan den 1 juni och 13 juli 2012 i Stockholm och Portugal efter ett manus av Arehn och Ulf Kvensler. Filmen producerades av Emil Ahlén, fotades av Johan Holmqvist och klipptes av Roger Sällberg. Den premiärvisades 22 mars 2013 och är 101 minuter lång.

## Rollista
- Lars "Brasse" Brännström – Bosse
- Kjell Bergqvist – Lennart
- Göran Ragnerstam – Anders
- Ewa Fröling – Anna
- Meta Velander – Märta
- Anki Lidén – Karin
- Claudia Galli – Lisa
- Anne-Li Norberg – Ingela
- Lars-Erik Berenett – Erik
- Nina Gunke – urolog
- Klara Zimmergren – Ulla
- Ida Engvoll – Katja
- Tove Edfeldt – Mia
- Meliz Karlge
- Anders Johansson – reklamassistent
- Erik Almén – Martin
- Hanna Alström – Tina
- Fred Anderson – stressad passagerare
- Lena-Pia Bernhardsson – receptionist
- Andrea Gerak – butiksföreståndare
- Maria Grip – sjuksköterska
- Ida Idili Jonsson – statist
- Joakim Lundberg – bartender
- Rickard Söderberg – Gunnar

## Mottagande
Filmen har medelbetyget 2,9/5 på Kritiker.se, baserat på femton recensioner. Filmen fick tvåor och treor i betyg av samtliga recensenter utom Svenska Dagbladet, som gav 4/6.

## Soundtrack
Wizex släppte en singel i anslutning till filmen med låtarna Skicka SMS och Fredagskväll i parken.
Sara Varga och Lars Hägglund skrev filmmusiken. Vargas låt "Hur gör vi nu" spelas till eftertexterna.